# Ocapins
Els ocapins (Okapiinae) són una subfamília de mamífers artiodàctils de la família dels giràfids oriünds de l'Àfrica subsahariana. A més a més de l'ocapi (Okapia johnstoni) el seu únic representant vivent, inclou l'espècie Afrikanokeryx leakeyi, del Miocè. Es caracteritzen per les grans dimensions de les bul·les timpàniques, els canals interns o depressions distals que presenten els ossicons, la llargada mitjana dels metàpodes i la presència d'un solc de certa profunditat als metacarps. A més a més, tenen el canal nasolacrimal tancat.